# ماتيوس نورتن
ماتيوس نورتن هو لاعب كرة قدم برازيلي في مركز الوسط، ولد في 19 يوليو 1996 في Campo Bom ‏ في البرازيل. لعب مع نادي فلومينينسي.

## وصلات خارجية
- ماتيوس نورتن على موقع قاعدة بيانات كرة القدم.إي يو (الإنجليزية)
- ماتيوس نورتن على موقع Soccerway.com (الإنجليزية)